# Atenango del Río
Atenango del Río è un comune del Messico, situato nello stato di Guerrero, il cui capoluogo è la località omonima.
Conta 8.731 abitanti (2015) e ha un'estensione di 398,8 km².